# 鲁切拉凉廊
43°46′16.04″N 11°14′59.36″E / 43.7711222°N 11.2498222°E
鲁切拉凉廊（Loggia Rucellai）是意大利佛罗伦萨的一个文艺复兴凉廊，位于鲁切拉宫对面，面向鲁切拉广场。它是由乔瓦尼·迪·保罗·鲁切拉兴建于1460年代；可能由莱昂·巴蒂斯塔·阿尔伯蒂设计，但有争议。该建筑原来用于鲁切拉家族的婚礼和其他庆祝活动，现在开设店铺。

## 历史
鲁切拉凉廊完成于1466年6月8日之前，那是乔万尼之子贝尔纳多·鲁切拉与皮耶罗一世·德·美第奇之女、洛伦佐·德·美第奇之姐Nannina德·美第奇的婚礼之日。在婚礼盛宴上，500名宾客坐满了鲁切拉凉廊、整个广场和鲁切拉宫前面的街道。